# Paul Kurtz

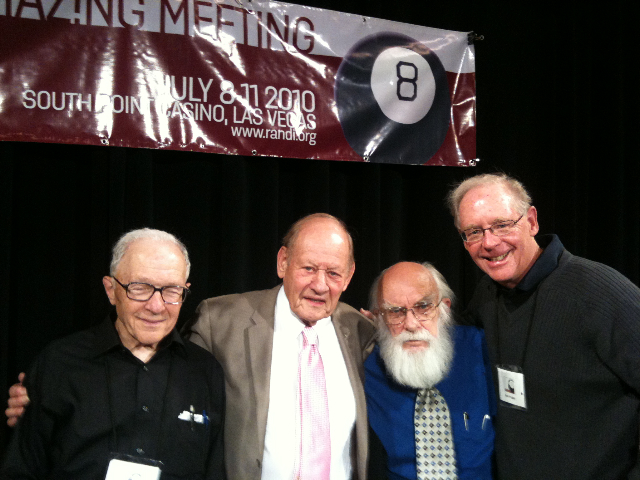
Ray Hyman, Paul Kurtz, James Randi, y Ken Frazier en TAM8 (The Amazing Meeting, 8.ª edición), julio de 2010, en Las Vegas, después de su conferencia sobre la historia del movimiento escéptico moderno.

Paul Kurtz (Newark, Nueva Jersey, 21 de diciembre de 1925-Amherst, Nueva York, 20 de octubre de 2012) fue profesor emérito de filosofía en la Universidad de Búfalo, más conocido por su prominente papel en la comunidad escéptica de Estados Unidos.
Fue el fundador y presidente del Comité para la Investigación Escéptica (CSICOP), el Consejo para el Humanismo Secular, el Center for Inquiry (CFI) y la editorial Prometheus Books.
Paul Kurtz abandonó la dirección Center for Inquiry antes de fallecer por diferencias con la política que había adoptado la organización, entre otras, la promoción del Día Internacional del Derecho a la Blasfemia.
Fue editor en jefe de la revista Free Inquiry, una publicación del Consejo para el Humanismo Secular y copresidente de la International Humanist and Ethical Union (IHEU). Miembro de la Asociación Americana para el Avance de la Ciencia (AAAS), un humanista laureado y presidente de la Academia International de Humanismo. El asteroide (6629) Kurtz fue nombrado en su honor.

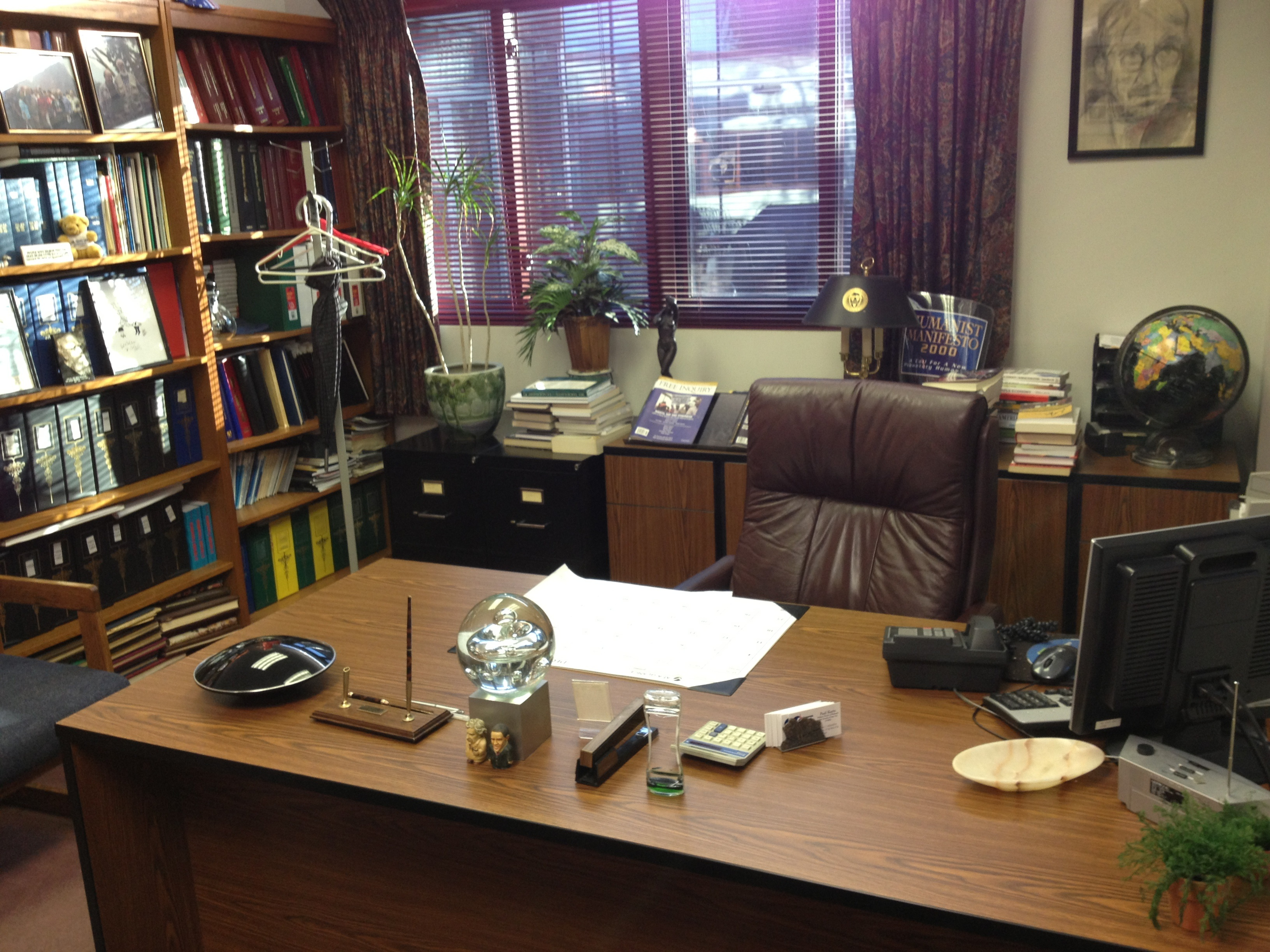
El despacho de Paul Kurtz en el Center for Inquiry Transnational, Amherst, NY

## Obra
Lista de libros en inglés de Paul Kurtz:
- Affirmations: Joyful and Creative Exuberance Revised Edition (Prometheus Books, 2005).
- Media-graphy: A Bibliography of the Works of Paul Kurtz, Fifty-One Years: 1952-2003 (compilado por Ranjit Sandhu y Matt Cravatta), Amherst, N.Y. (Center for Inquiry, 2004).
- Science and Religion: Are They Compatible? ed., Amherst, NY, (Prometheus Books, 2003).
- Skepticism and Humanism: The New Paradigm (New Brunswick, N.J.: Transaction Books, October 2001).
- Skeptical Odysseys (Prometheus, 2001).
- Humanist Manifesto 2000 (Prometheus, 2000).
- Embracing the Power of Humanism (Lanham, Md.: Rowman & Littlefield, Jne 2000).
- The Courage to Become: The Virtues of Humanism (Praeger/Greenwood, 1997).
- Toward a New Enlightenment: The Philosophy of Paul Kurtz (Transaction, 1994).
- Challenges to the Enlightenment (with Timothy J. Madigan, ed.) (Prometheus, 1994).
- The New Skepticism: Inquiry and Reliable Knowledge (Prometheus, 1992).
- Philosophical Essays in Pragmatic Naturalism (Prometheus, 1991).
- Living Without Religion (Prometheus, 1988).
- Building a World Community (Prometheus, 1988).
- Forbidden Fruit: The Ethics of Humanism (Prometheus, 1987).
- The Transcendental Temptation: A Critique of Religion and the Paranormal (Prometheus, 1986).
- A Skeptic's Handbook of Parapsychology (Prometheus, 1985).
- In Defense of Secular Humanism (Prometheus, 1983).
- A Secular Humanist Declaration (Prometheus, 1980).
- Exuberance: An Affirmative Philosophy of Life (Prometheus, 1977).
- The Fullness of Life (Horizon Books y Prometheus, 1974).
- The Humanist Alternative (Pemberton Books y Prometheus, 1973).
- Decision and the Condition of Man (Universidad de Washington, 1965).

## Libros enespañol
- Filosofía norteamericana en el siglo XX (México: Fondo de Cultura Económica, 1972).
- El fruto prohibido: la ética del humanismo (Lima: Ediciones de Filosofía Aplicada, 2001).
- Defendiendo la Razón. Ensayos de humanismo secular y escepticismo (compilación de Manuel Abraham Paz y Miño) (Lima: Ediciones de Filosofía Aplicada, 2002)
- Afirmaciones. Exuberancia gozosa y creativa (Lima: Ediciones de Filosofía Aplicada, 2008).
- La tentación trascendental. Crítica de la religión y lo paranormal (Lima: Ediciones de Filosofía Aplicada, 2008).